# کنجی کازاما
کنجی کازاما (انگلیسی: Kenji Kazama؛ زادهٔ ۱۹۴۳) بازیگر اهل ژاپن است.